# Козя-Воля (Мазовецьке воєводство)
Козя-Воля (пол. Kozia Wola) — село в Польщі, у гміні Закшев Радомського повіту Мазовецького воєводства.
Населення — 83 особи (2011).
У 1975-1998 роках село належало до Радомського воєводства.

## Демографія
Демографічна структура станом на 31 березня 2011 року:
|          | Загалом | Допрацездатний вік | Працездатний вік | Постпрацездатний вік |
| -------- | ------- | ------------------ | ---------------- | -------------------- |
| Чоловіки | 40      | 6                  | 31               | 3                    |
| Жінки    | 43      | 12                 | 22               | 9                    |
| Разом    | 83      | 18                 | 53               | 12                   |